# The Rumjacks
The Rumjacks er et keltisk punkband, der blev dannet i Sydney, Australien i 2008. De er kendt for deres larmende og energiske liveshows, og gruppen har udgivet fems tudiealbums, to livealbums og en række singler. I 2016 flyttede gruppen til forskellige dele af Europa, hvor de nu bor og turnerer.
En af bandets bedst kendte sange er "An Irish Pub Song", der blev et viralt hit og den er indtil marts 2025 blevet set over 95 millioner gange på YouTube.

## Medlemmer
Nuværende medlemmer
- Mike Rivkees – vokal, tin whistle, akustisk guitar (2020–nu)
- Gabriel Whitbourne – guitar, baggrundsvokal (2008–nu)
- Pietro Della Sala – trommer(2016–nu)
- Adam Kenny – mandolin, bouzouki, banjo, baggrundsvokal (2008–nu)
- Johnny McKelvey – bas, baggrundsvokal – (2008–nu)
- Kyle Goyette – accordion, baggrundsvokal – (2023–nu)

Tidligeremedlemmer
- Will Swan - harmonika (2009)
- Anthony Matters – drums (2008–2016; død 2019)
- Frankie McLaughlin – vokal, tin whistle, guitar (2008–2020)

## Diskografi

### Studiealbum
| Titel                | Detaljer                                                                                        |
| -------------------- | ----------------------------------------------------------------------------------------------- |
| Gangs of New Holland | - Udgivet: September 2010 - Pladeselskab: Laughing Outlaw (LORCD-126) - Format: CD, digital, LP |
| Sober & Godless      | - Udgivet: February 2015 - Pladeselskab: Black Matilda (BMM001CD) - Format: CD, digital, LP     |
| Sleepin' Rough       | - Udgivet: July 2016 - Pladeselskab: ABC Music (5704243) - Format: CD, digital, LP              |
| Saints Preserve Us!  | - Udgivet: 2018 - Pladeselskab: ABC Music (7704062) / Four Four - Format: CD, digital, LP       |
| Hestia               | - Udgivet: March 2021 - Pladeselskab: Four Four (3541068) - Format: CD, digital, LP             |
| Dead Anthems         | - Udgivet: February 2025 - Pladeselskab: Four Four (FOUR0008LP) - Format: CD, digital, LP       |

### EP'er
| Titel                  | Detaljer                                                                           |
| ---------------------- | ---------------------------------------------------------------------------------- |
| Hung, Drawn & Portered | - Udgivet: 2009 - Pladeselskab: The Rumjacks (RUMEP1) - Format: CD, digital        |
| Sound as a Pound       | - Udgivet: 2009 - Pladeselskab: The Rumjacks (RUMEP2) - Format: CD, digital        |
| Brass for Gold         | - Udgivet: February 2022 - Pladeselskab: Four Four (3541068) - Format: LP, digital |